# Витгефт, Владимир Вильгельмович
 Витгефт Владимир Вильгельмович (1884—1917) — офицер Российского императорского флота, участник Русско-японской войны, вахтенный офицер эскадренного броненосца «Победа» и броненосца «Пересвет», субалтерн-офицер десантной роты моряков на редуте № 1 и № 2 сухопутного участка обороны Порт-Артура, Георгиевский кавалер. Участник Первой мировой войны, капитан 1 ранга.

## Биография
Витгефт Владимир Вильгельмович родился 21 ноября 1884 года в семье военного моряка контр-адмирала Вильгельма Карловича Витгефта (1847—1904) и его жены Елены Григорьевны, урожденной Ивановской (1853 — 1926).
В службе с 1901 года, именовался в документах — Витгефт 2-й. 28 января 1901 года, после окончания Морского кадетского корпуса, произведён в мичманы. Служил на Первой Тихоокеанской эскадре, состоял в Квантунском флотском экипаже. Участник Русско-японской войны. С февраля 1904 года служил вахтенным офицером на эскадренном броненосце «Победа», затем в той же должности на броненосце «Пересвет» до декабря 1904 года
Был назначен субалтерн-офицером десантной роты броненосца «Пересвет». 9 августа 1904 года при отражении штурма на редуте № 1 сухопутной обороны Порт-Артура был ранен шрапнельной пулей в лопатку. После излечения вернулся в строй. 5 декабря 1904 года получил приказание выбить японцев с бруствера форта № 2. В команду мичмана Витгефта входили моряки с броненосцев «Победы» и «Пересвета» и сухопутная рота, прибывшая из резерва. Матросы сражались самоотверженно — из 108 человек было убито и ранено 101. Мичман Витгефт стал последним защитником форта № 2, причём дважды был контужен. С показаниями об этом эпизоде В. В. Витгефт 15 декабря 1907 года выступал на 14-м заседании Верховного военно-уголовного суда. После сдачи Порт-Артура японцам отказался идти в плен, вернулся в Россию. За участие в боевых действиях в ходе Русско-японской войны был награждён шестью боевыми орденами, в том числе 8 июня 1907 года — орденом Святого Георгия 4-й степени.
В феврале 1905 года переведён на Балтийский флот, но в мае того же года был уволен на полгода «в отпуск по болезни внутри Империи». Вместе с братом Александром был одним из организаторов и действительным членом Санкт-Петербургский военно-морской кружок (первоначальное название — «Общество младших офицеров флота») . 7 августа 1906 года был произведён в лейтенанты за отличие в делах против неприятеля. В 1906—1907 годах служил вахтенным начальником эскадренного миноносца «Доброволец». В составе 5-го морского охранного батальона участвовал в подавлении революционных выступлений в Лифляндии. В 1908 году окончил Артиллерийский офицерский класс Морского ведомства, участвовал в спасении жителей разрушенного землетрясением итальянского города Мессина. Произведён в старшие лейтенанты 1-го Балтийского флотского экипажа. В 1913 году окончил основной курс, а в 1914 году дополнительный курс Военно-морского отдела Николаевской морской академии. 8 сентября 1915 года произведён в капитаны 1 ранга со старшинством от 14 апреля 1914 года. Участник Первой мировой войны. Была назначена пенсия по ранению в размере 255 рублей в год.
Владимир Вильгельмович Витгефт умер 4 апреля 1917 года в лечебнице доктора Бари в Петрограде от последствий старых ранений. Похоронен на Никольском кладбище Александро-Невской лавры.

## Награды
Капитан 1 ранга Витгефт Владимир Вильгельмович был награждён орденами и медалями Российской империи:
- орден Святой Анны 4-й степени «За храбрость» (21.04.1904) — за мужество и распорядительность во время бомбардировки Порт-Артура 02.04.1904 г.;
- орден Святого Станислава 3-й степени с мечами и бантом (28.08.1904) — за труды и распорядительность по обороне и защите Порт-Артура;
- орден Святой Анны 3-й степени с мечами и бантом (11.10.1904) — за мужество и самоотверженность во время осады крепости Порт-Артур;
- орден Святого Станислава 2-й степени с мечами (14.12.1904);
- орден Святого Владимира 4-й степени с мечами и бантом (10.01.1905);
- орден Святого Георгия 4-й степени (08.07.1907);
- орден Святой Анны 2-й степени (06.12.13);
- Серебряная медаль «В память русско-японской войны» с бантом (1906);
- Светло-бронзовая медаль «В память 300-летия царствования дома Романовых» (1913);
- Крест «За Порт-Артур» (1914);
- Светло-бронзовая медаль «В память 200-летия морского сражения при Гангуте» (1915).

Иностранные:
- Серебряная медаль «За оказание помощи пострадавшим во время бедствия в Мессине и Калабрии» (1911, Италия)

## Семья
- Отец — Витгефт, Вильгельм Карлович (1847—1904), контр-адмирал, начальник морского штаба Главнокомандующего вооружёнными силами на Дальнем Востоке. Участник русско-японской войны. Погиб во время сражения в Жёлтом море 28 июля 1904 года на флагманском броненосце «Цесаревич»[6].
- Брат — Григорий (1877—1904), поручик 32 драгунского Чугуевского полка.
- Брат — Александр (1879—1965), капитан 2-го ранга, участник русско-японской войны. Эмигрировал в 1920 году в Эстонию, затем с 1939 года жил в Германии[7].
- Сестра — Елена (1875—1966), жена корабельного инженера, старшего помощника судостроителя Санкт-Петербургского порта Р. М. Ловягина[8].